# Ispánki Béla
Ispánki Béla (Budapest, 1916. október 30. – London, 1985. május 9.) római katolikus lelkész.

## Élete
Szegeden és az esztergomi bencéseknél tanult, ott is érettségizett 1935-ben. Ezt követően Rómában tanult, ahol 1941-ben pappá szentelték. A Gregoriana Pápai Egyetemen 1943-ban teológiából doktorált. Időközben 1942-ben Komáromban káplán lett, majd 1944-től érseki szertartó. 1947-ben Rómában filológiából is doktorált.
A kommunista hatalomátvételt követően 1948-ban az ÁVH letartóztatta Mindszenty József hercegprímással, herceg Esterházy Pállal és még három paptársával együtt. Ispánkit az Olti Vilmos elnökölte bíróság a Vatikán számára kémkedés vádjával első fokon életfogytiglanra, majd másodfokon 15 év börtönre ítélte. Előbb a Gyűjtőfogházban, majd a váci börtönben raboskodott, ahonnét az 1956-os forradalom alatt, október 27-én szabadult. 
Bekapcsolódott a forradalom alatti segélyszervek munkájába, majd október 30-án Bécsbe ment, hogy megszervezze a menekülők ellátását, azonban a forradalom leverése miatt soha többé nem térhetett haza. Előbb Dániában telepedett le, majd az Egyesült Királyságba költözött ki, ahol az angliai magyarok lelkipásztora lett. 1966-ban pápai kamarásnak nevezték ki. 1985-ben szívszélhűdésben elhunyt.
1992-ben a Fővárosi Bíróság az ellene hozott ítéletet semmisnek nyilvánította. 1995-ben hamvait hazahozták és május 13-án az esztergomi bazilika kriptájában helyezték el.